# Perifériás artériás betegség
A perifériás artériás betegség (peripheral artery disease, PAD) az ütőerek szűkülete következtében kialakuló érrendszeri betegség. Leggyakrabban az alsó végtag verőereinek meszes szűkületét jelenti, ahova így a szükségesnél kevesebb, a szövetek számára létfontosságú tápanyagokat, oxigént szállító vér jut. Gyakori kórállapot, amely világszerte ~200 millió embert érint.

## Kialakulás és kockázati tényezők
A perifériás artériás betegség alapvető oka az érelmeszesedés, mely az ütőerek szűkületét okozza. A szabad érpálya átmérőjének csökkenésével kevesebb vér tud egységnyi idő alatt a periférián található szövetekhez áramlani.
A legfontosabb kockázati tényezők (ún. rizikófaktorok) a dohányzás, az elhízás, a magas vérnyomás, a magas vérzsírszint, a cukorbetegség. Egészséges táplálkozással és rendszeres testmozgással igen sokat lehet tenni a megelőzés érdekében.

Az ábra azt mutatja, hogy a PAD hogyan érinti az alsó végtag ütőereit. A) A bal oldali képen egy egészséges artéria látható, normális áramlással, lent ennek keresztmetszeti képe figyelhető meg. B) A jobb oldali képen egy, plakk-lerakódás által jelentősen szűkített ér látható, következményesen csökkent véráramlással. Lent ennek a beszűkült artériának a keresztmetszeti képe figyelhető meg.

## Tünetek
Sokáig egyáltalán nem okoz tünetet, később fizikai terhelés (pl. séta, lépcsőzés) közben jelentkezik a lábszárizomzat fáradékonyságának, majd fájdalmának képében. Előrehaladottabb formájában már nyugalomban is fájdalmat, és sebgyógyulási zavart okoz, ezt követő fázisban pedig akár felszínesen is látható fekélyhez vagy üszkösödéshez vezethet.

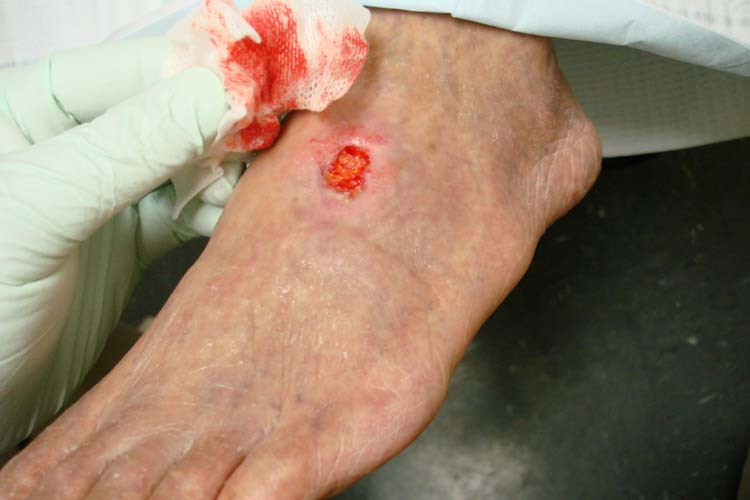
Vérellátási zavar következtében kialakult fekély egy súlyos perifériás artériás betegségben szenvedő betegnél

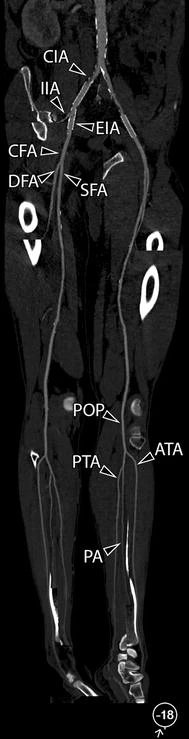
Az alsó végtag ütőeres hálózata: CIA a. iliaca communis, EIA a. iliaca externa, IIA a. iliaca interna, CFA a. femoralis communis, DFA a. femoralis profunda, SFA a. femoralis superficialis, POP a. poplitea, ATA a. tibialis anterior, TPT truncus tibioperonealis (tibiofubularis), PA a. peronealis (fibularis), PTA a. tibialis posterior

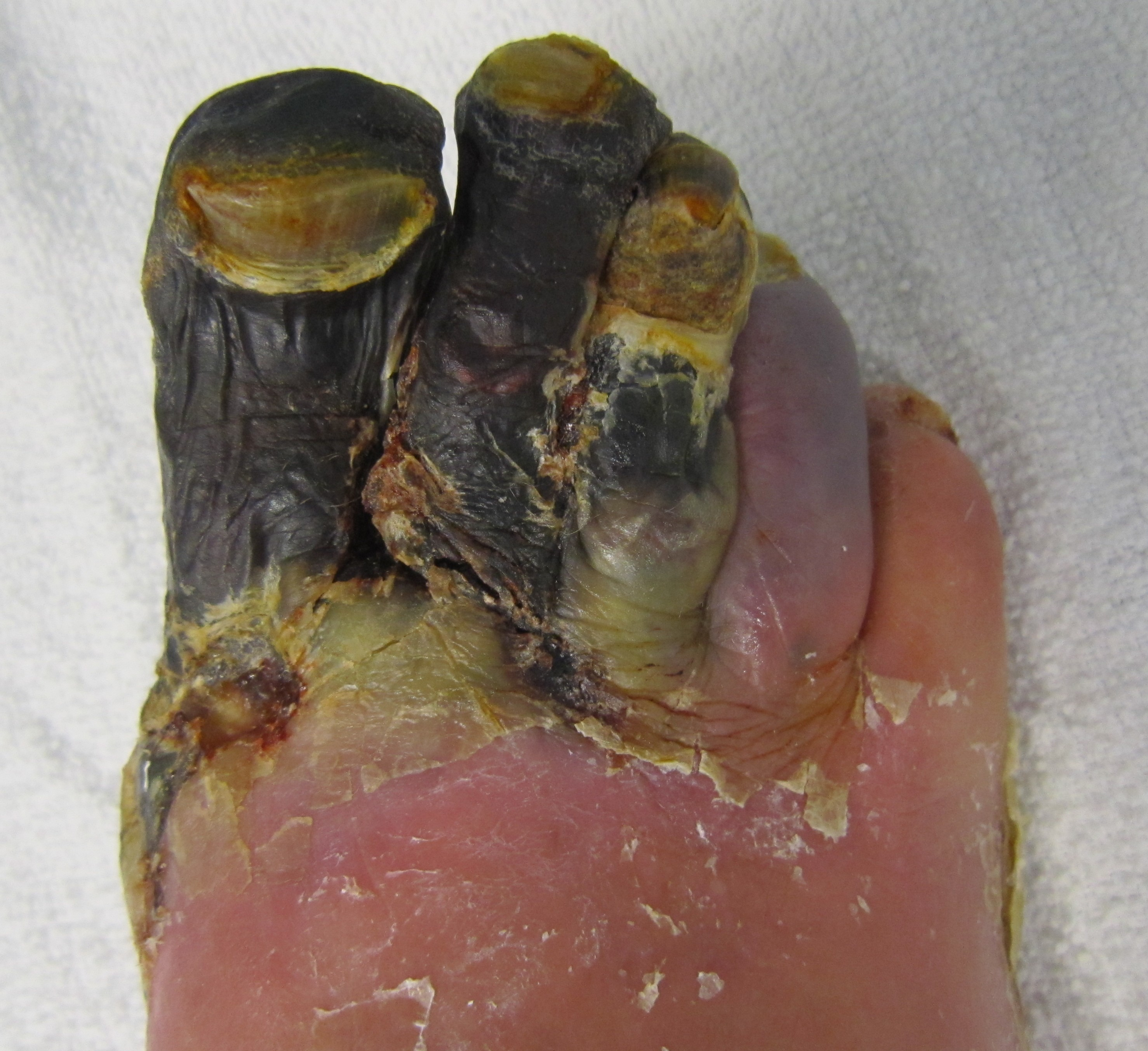
Üszkösödés az I-IV. lábujjakat érintően

## Diagnosztika
Klinikai gyanú esetén a diagnosztika legfontosabb pillérei a fizikális vizsgálat, a boka-kar index mérése, illetve a különféle, érrendszeri képalkotó eljárások. Az időben történő felismerés igen fontos, hogy a betegség előrehaladását meg lehessen állítani.
A végtagi artériák pulzusa egészséges embereknél meghatározott helyeken jól tapintható. Amennyiben a pulzus nem tapintható ezeken a típusos helyeken, az perifériás artériás betegség alapos gyanúját veti fel.

Boka-kar index mérésének módja

A boka-kar index a bokán és a karon lévő vérnyomásértékek hányadosát jelenti, normál értéke: 1,0-1,4 Amennyiben ez az érték csökken, az megerősítheti az iránydiagnózist.
A modern képalkotó eljárások segítségével az erek jól ábrázolhatók, a bennük meglévő (vagy épp hiányzó) áramlás láthatóvá tehető, mérhető. A különféle, érrendszeri radiológiai módszerek segítségével megállapítható, hogy pontosan mely érszakasz érintett a betegségben, számszerűsíthető a szűkület mértéke, amely az enyhe szűkülettől akár a teljes elzáródásig terjedhet.
A fenti célra a legelterjedtebb képalkotó vizsgálati módszerek a következők:
- Doppler UH
- CTA
- MRA
- DSA

## Kezelés
A fő terápiás módszerek közé tartozik az életmódváltás, ill. a gyógyszeres, a nyitott érsebészeti és az érpályán belüli (ún. endovascularis) kezelési módszerek. Az optimális kezelés megválasztása függ a betegség által érintett érszakasz helyétől, a szűkületet okozó plakk szerkezetétől, az érintett személy általános állapotától, ill. az elérhető orvosi technikai és személyi lehetőségektől. Amennyiben reális esély már nincs a végtag megmentésére, amputációra kerülhet sor.
Magyarországon évente 4000-4500 amputációt végeznek, melyek jórészt perifériás artériás érbetegség végstádiuma miatt történnek. Arányaiban nézve ez a szám az európai átlag 2,5-szerese. Így rendkívül fontos, hogy amennyiben felmerül a betegség gyanúja, időben megtörténjen a kivizsgálás. A kezelés  - ha nem is tudja teljesen visszafordítani a folyamatot - kulcsfontosságú lehet az érintett végtag megmentése szempontjából.

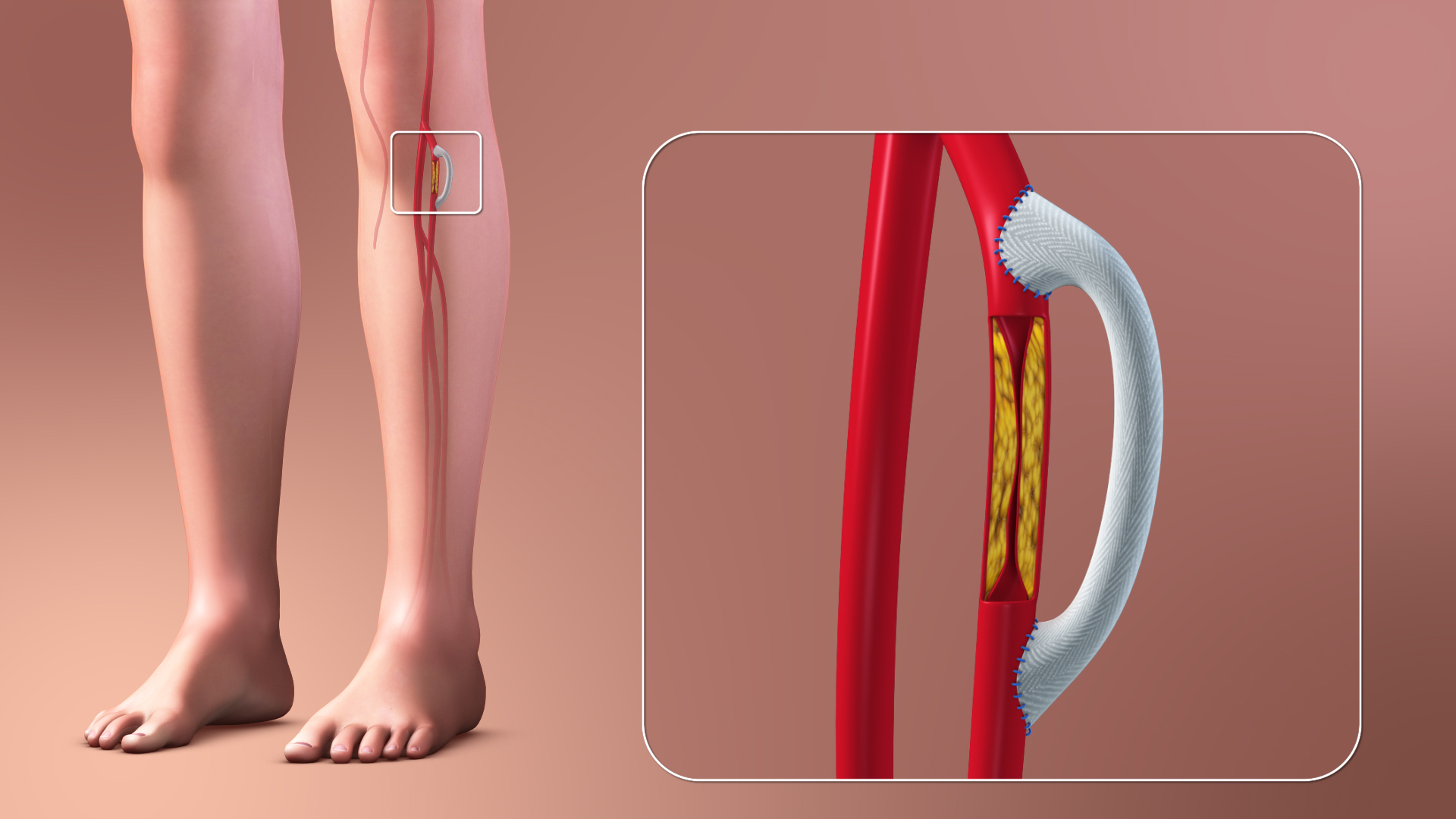
Bypass graft az alsó végtagon, melyen keresztül a véráram áthidalja a kritikusan beszűkült érszakaszt

Lehetséges kezelési mód a nyitott érsebészeti műtét, amely során felszínes metszést követően a szűkületet okozó plakko(ka)t eltávolítják. Szintén érsebészeti lehetőség a beszűkült érszakasz áthidalás bypass graft beültetésével.

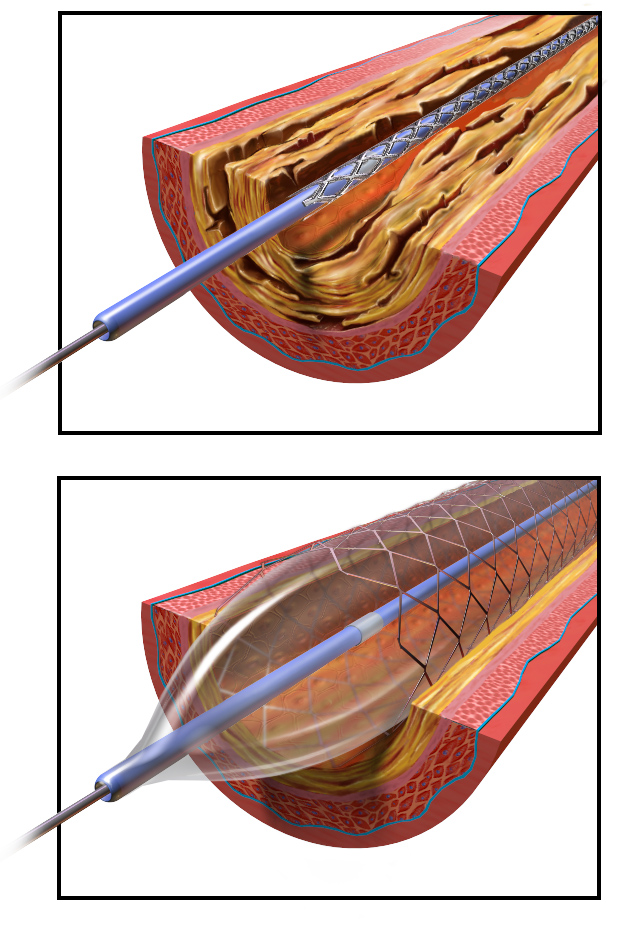
Szűkült ér ballonos tágítása stent behelyezéssel kombinálva

Modern terápiás módszer a beszűkült vagy elzáródott erek ballonos tágítása és stentelése, amely intervenciós radiológiai beavatkozások az esetek 90-95%-ban eredményesek.
A konkrét páciens konkrét terápiás tervéről - az elérhető technikai lehetőségek függvényében - az érbetegségek kezelésében jártas, specialistákból álló orvosi csapat (az ún. vascularis team) dönt. Ők tudják kiválasztani a fentiek közül azt a módszert, mely a beteg számára a legkedvezőbb klinikai kimenetelt ígéri.